# Åmåls industrimuseum, C.W. Thorstensons Mekaniska Verkstad

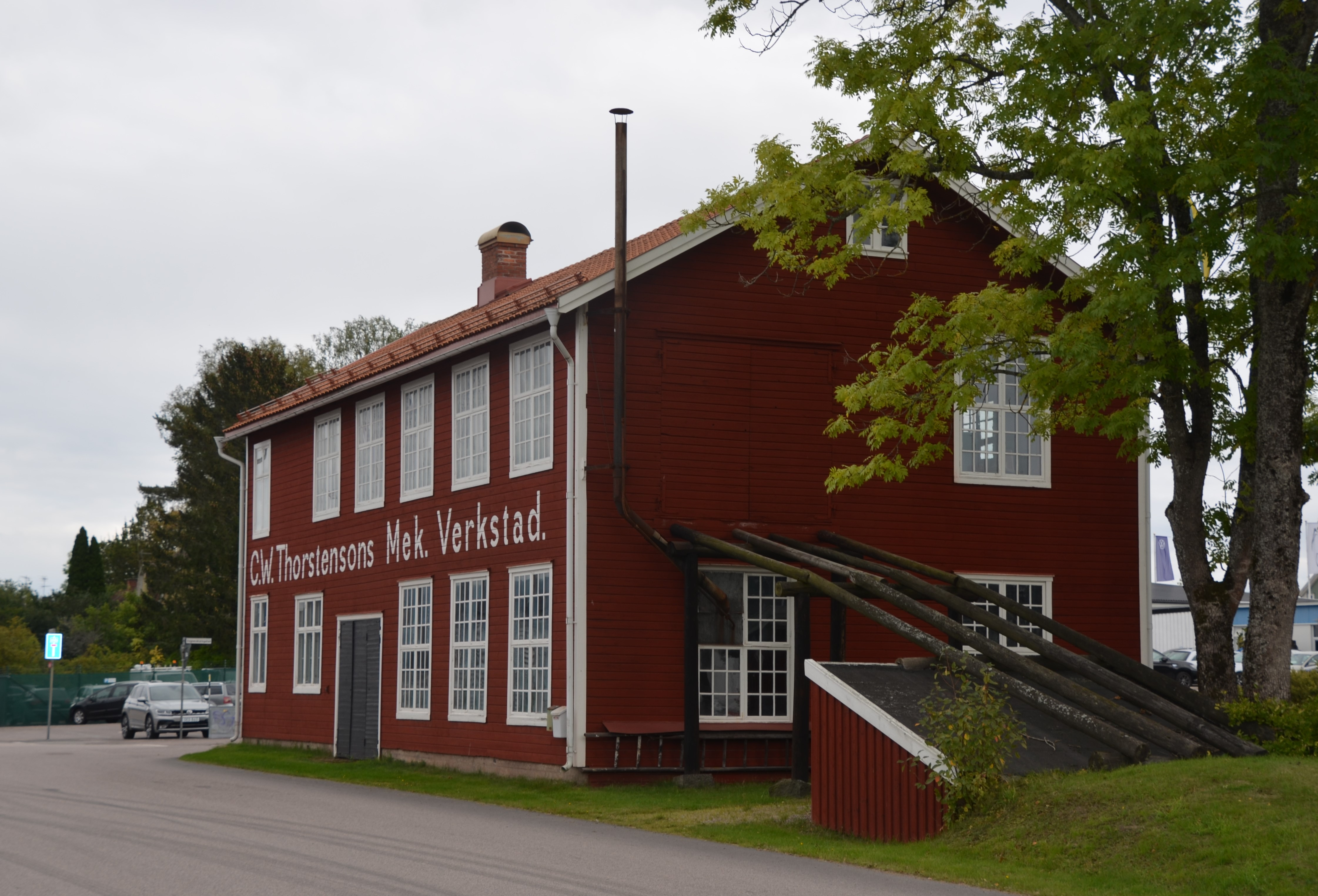
Thorstenssons mekaniska verkstad, västra fasaden

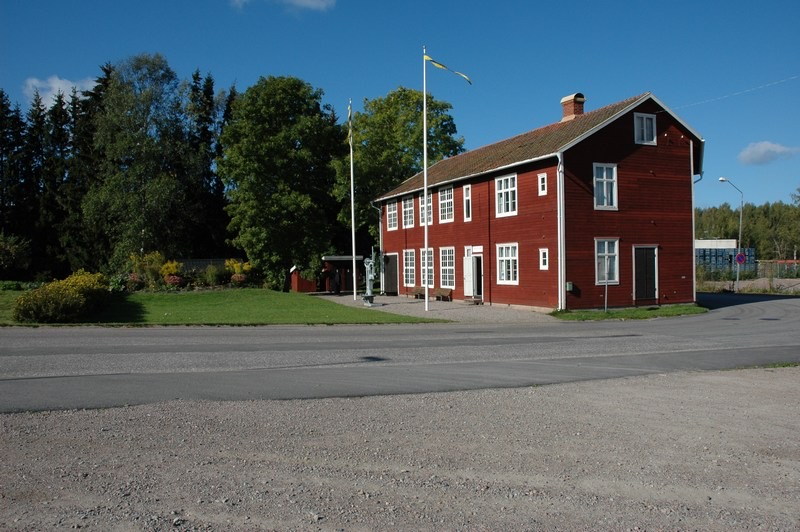
Thorstenssons mekaniska verkstad, östra fasaden

Åmåls industrimuseum, C.W. Thorstensons Mekaniska Verkstad, är ett svenskt arbetslivsmuseum i Åmål. 
Den mekaniska verkstaden är byggnadsminne sedan den 24 januari 1994.
Åmåls industrimuseum, C.W. Thorstensons Mekaniska Verkstad visar en liten mekanisk verkstad vid Strömsbergsgatan som grundades 1918 och som huvudsakligen är bevarad med en miljö från den tiden. Verkstaden grundades och drev av ingenjören Carl Wilhelm Thorstenson (död 1929) med ett fåtal anställda. Den har ett antal metallbearbetande maskiner, som drivs med elektricitet via remtransmission i taket. Den representerar en produktion som var en kombination av tidig industriell teknik och hantverk.
Förutom mekanisk bearbetning göt fabriken också delar i babbitsmetall, vilka användes som antifriktionsmetall för glidlager. Carl Wilhelm Thorstenson konstruerade bland annat ett självrensande tröskverk, vilket tillverkades i åtta-nio exemplar, och en styrning för bandsågsblad. 
Verkstaden övertogs av sonen Henry Thorstenson, som drev den med hjälp av sin bror Johan. Under 1940-talet tillverkades bland andra produkter fjäderblad för spolpumpsventiler för fartygsmotorer. Verkstaden drevs till mitten av 1970-talet.
Fastigheten, som är från omkring 1920, ägs sedan 1987 av kommunen och Åmåls industrimuseum drivs av en ideell förening. Förutom verkstaden finns ett utställningsrum med utställning om andra industrier i Åmål samt den i huset belägna ägarbostaden med inredning från tidigt 1900-tal.